# کیفیت زندگی

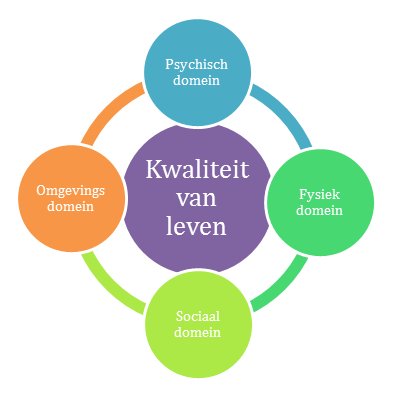
چهار حوزه کیفیت زندگی

اصطلاح کیفیت زندگی یا چونی زندگی، برای ارزیابی نیک‌بود (Well-being) عمومی افراد و جوامع استفاده می‌شود. این اصطلاح در طیف وسیعی از زمینه‌ها، از جمله حوزه‌های توسعه بین‌الملل، بهداشت، و سیاست مورد استفاده قرار می‌گیرد. کیفیت زندگی نباید با مفهوم استاندارد زندگی که عمدتاً بر درآمد استوار است، اشتباه گرفته شود. در عوض، شاخص‌های استاندارد کیفیت زندگی نه‌تنها شامل ثروت و استخدام هستند، بلکه شامل محیط زیست، سلامت جسمی و روانی، تحصیلات، تفریح و اوقات فراغت و تعلق اجتماعی نیز می‌شوند.

## تعریف
کیفیت زندگی، به نوعی بیانگر وضعیت افراد ساکن در یک کشور یا منطقه می‌باشد. نظریات اولیه مربوط به کیفیت زندگی، بیشتر بر نگرانی‌ها و اولویت‌های فردی تأکید داشتند؛ اما در سال‌های اخیر مباحث نظری، از فرد محوری به سمت نگرانی‌های اجتماعی نظیر امنیت، آزادی، گستردگی کیفیت زندگی و ساختار و کیفیت روابط اجتماعی افراد در جامعه تغییر یافته است.
به‌طور کلی کیفیت زندگی شامل مسائل مادی و غیر مادی است. از بعد مادی، کیفیت زندگی نه تنها مقوله‌هایی چون استانداردهای زندگی، امکانات زیربنایی، تولید اقتصادی، اشتغال، قیمت‌ها، قانون را در بر می‌گیرد، بلکه مواردی همچون سلامتی، سرگرمی، اوقات فراغت، فرهنگ و هنر نیز در همین مقوله می‌گنجد.
در بعد مفاهیم غیر مادی، کیفیت زندگی شامل تجارب و دریافت‌های شخصی افراد و بازخوردهای آنها در زندگی واقعی شان است. مداخلاتی که عوامل تاب‌آوری را هدف قرار می‌دهند، مانند برنامه‌های تقویت ذهن آگاهی یا تاب‌آوری، می‌توانند به تقویت احساسات پذیرش و شایستگی کمک کنند، که در نهایت ممکن است کیفیت زندگی را افزایش دهد.

## محاسبه
به‌طور کلی می‌توان کیفیت زندگی را با استفاده از شاخص‌های ذهنی و عینی محاسبه نمود. شاخص‌های ذهنی، منعکس‌کننده ارزیابی ذهنی افراد از زندگی می‌باشند. این ارزیابی با استفاده از اطلاعات افراد که وضعیت رفاهی خود را از طریق پرسشنامه‌های مختلف یا سرشماری‌ها، اظهار نموده‌اند، به دست می‌آید. چنین شاخص‌هایی، نشان دهنده شرایط کلی زندگی افراد و نحوه نگرش آن‌ها به این شرایط بوده و با جمع‌آوری و تحلیل آماری این شاخص‌ها، می‌توان به ارزش‌های طبقات مختلف اجتماعی پی برد.
محاسبات عینی کیفیت زندگی، بر پایه متغیرهای قابل لمس بنیان نهاده می‌شوند. این متغیرها به صورت معمول توسط نهادهای رسمی جمع‌آوری و منتشر می‌شود. حساب‌های اقتصادی، بهداشت، آموزش، آلودگی شهری و سایر اطلاعات کلی، نمونه‌هایی از این‌گونه اطلاعات هستند. هدف روش عینی، بررسی وضعیت جامعه در حالت‌های کلی مانند اقتصاد کلان، وضعیت کلی جامعه و شاخص‌های مربوط به نفوس می‌باشد.
طبق روش محاسبه عینی، کیفیت زندگی ممکن است به صورت رابطه متقابل میان چهار مشخصه اساسی فعالیت‌های انسان تعریف گردد؛ این چهار مشخصه عبارتند از کیفیت جمعیت، رفاه مادی، کیفیت نظام اجتماعی و کیفیت اکوسیستم و محیط زیست.
در حالی که کیفیت زندگی از دیرباز هدف سیاست‌گذاری‌های صریح یا ضمنی بوده، تعریف و اندازه‌گیری مناسب آن امری دشوار بوده است. شاخص‌های متنوع «عینی» و «ذهنی» در سراسر طیف رشته‌ها و مقیاس‌ها، و کارهای اخیر پیرامون نظرسنجی‌های نیک‌بود ذهنی (subjective well-being) و روان‌شناسی شادی موجب علاقهٔ مجدد به آن شده است.

## اثربخشی ورزش بر کیفیت زندگی بیماران کرونایی
نشان داده شده است هشت هفته تمرینات پیلاتس و پیلاتس در آب در افرادی که بیماری کرونا را همراه با درگیری شدید ریوی تجربه کردند به شکل معناداری عملکرد ریوی و کیفیت زندگی آنها را بهبود بخشیده است.

## وضعیت استان‌های ایران
جدول زیر شاخص کیفیت زندگی در سال ۱۳۸۲ را به تفکیک استان‌های ایران نمایش می‌دهد.
| رتبه | استان               | رتبه | استان             |
| ---- | ------------------- | ---- | ----------------- |
| ۱    | تهران               | ۲    | آذربایجان شرقی    |
| ۳    | خوزستان             | ۴    | اصفهان            |
| ۵    | خراسان              | ۶    | آذربایجان غربی    |
| ۷    | قزوین               | ۸    | زنجان             |
| ۹    | فارس                | ۱۰   | کرمانشاه          |
| ۱۱   | اردبیل              | ۱۲   | کرمان             |
| ۱۳   | کهگیلویه و بویراحمد | ۱۴   | قم                |
| ۱۵   | کردستان             | ۱۶   | گلستان            |
| ۱۷   | مرکزی               | ۱۸   | گیلان             |
| ۱۹   | لرستان              | ۲۰   | سمنان             |
| ۲۱   | مازندران            | ۲۲   | سیستان و بلوچستان |
| ۲۳   | هرمزگان             | ۲۴   | بوشهر             |
| ۲۵   | همدان               | ۲۶   | یزد               |